# Sundals-Ryrs landskommun
Sundals-Ryrs landskommun var en tidigare kommun i dåvarande Älvsborgs län.

## Administrativ historik
Den bildades som landskommunen Ryr i Ryrs socken i Sundals härad i Dalsland när 1862 års kommunalförordningar trädde i kraft. År 1885 namnändrades kommunen till Sundals-Ryr i särskiljande syfte.
Den upphördes vid kommunreformen 1952 genom att gå upp i Brålanda landskommun.
Området ingår sedan 1974 i Vänersborgs kommun. 

## Politik

### Mandatfördelning i valen 1946
| 2 | 15 | 3 |

| 20 |